# 커피 젤리

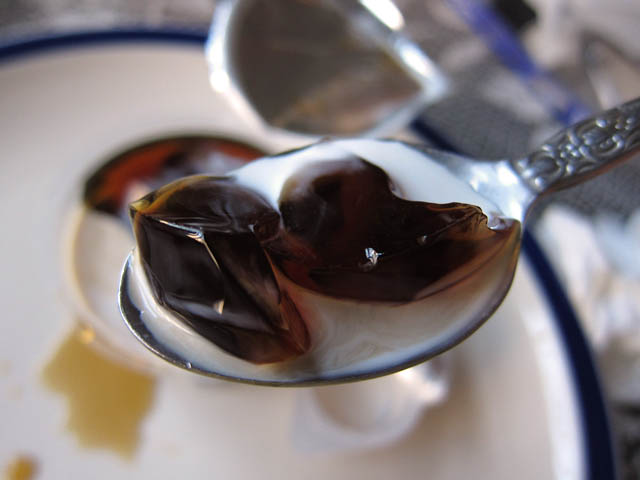
커피 젤리

커피 젤리(일본어: コーヒーゼリー, 영어: Coffee Jelly)는 커피를 사용한 젤리 디저트의 일종이다. 원래는 영국과 미국의 요리책에서 가끔 등장하던 디저트 요리였지만 사라졌고, 일본에서 유행하여 널리 퍼졌다. 일본 내에서는 여러 식품 제조 업체에서 판매되고 있으며, 식료품 가게에서 쉽게 구할 수 있으나, 일반 가정에서도 손쉽게 만들 수 있는 대중적인 디저트이다.

## 역사

### 서양
커피 젤리라는 요리는 1817년 잉글랜드에서 출간된 요리책에서 처음으로 언급됐다. 초창기의 커피 젤리는 송아지발 젤리 (calf's foot jelly)에 커피를 섞은 요리를 일컫는 것이었으며, 아이징글라스나 정제요리에 커피를 탄 경우도 커피 젤리라 부르기도 했다. 지금과 같은 젤라틴 제품이 출시된 이후로는 핫커피에 젤라틴을 녹여 굳힌 요리를 일컫는 말이 되었다.
20세기 초에 접어들면서 커피 젤리는 핫커피보다 몸에 좋은 대체식품으로 홍보되기도 했는데, 위산과다 증상이 일어나면 젤라틴이 이를 흡수해준다고 믿었기 때문이었다. 1918년에는 젤로 (Jell-O)가 커피젤라틴 믹스 제품을 내놓았으나 단명하였고, 커피 젤리라는 디저트 자체도 미국 뉴잉글랜드 지역 외에는 별다른 인기를 끌지 못했다. 오늘날 미국에서는 로드아일랜드와 메사추세츠 일대 같은 뉴잉글랜드 지역에서 가끔씩 찾아볼 수 있다. 특히 미국 보스턴에 1827년 개업한 더진파크라는 레스토랑에서는 전날 남은 커피로 커피 젤리를 만들어 아직도 제공하고 있는 것으로 유명하다.

### 일본
일본에서는 다이쇼 시대였던 1914년 4월 3일 미국 대학에서 가정학을 전공한 오코노기 다케시 (小此木武子)가 《요미우리 신문》의 가정란에 레시피를 소개한 것이 최초였다. 커피 젤리는 당시 유럽식 카페 문화가 인기를 끌던 것과 덩달아, 서양에서 유행하는 요리를 즐기던 젊은 남성층을 사로잡았다. 그 후로도 커피 젤리는 지속적인 인기를 끌면서 오늘날 일본 곳곳에서 쉽게 접할 수 있는 디저트가 되었다. 2016년 일본 스타벅스는 커피 젤리 프라푸치노를 출시하기도 하였다.
일본식 커피 젤리는 블랙 커피의 색과 맛을 살린 것으로, 설탕을 첨가한 커피에 젤라틴이나 한천, 카라기난 등을 첨가하여 굳혀 만든다. 이때 커피가 냉각하는 데 시간이 걸리며 아이스 커피를 만들 때와 마찬가지로 뿌옇게 변할 수 있기 때문에 (크림다운 현상), 마무리를 잘하려면 순식간에 냉각시키는 것이 중요하다. 이렇게 완성된 커피 젤리는 그대로 숟가락으로 퍼먹어도 되지만 크리머나 검 시럽, 연유 등을 뿌려먹을 때가 많다. 일본에서 판매되는 제품은 대부분 이런 소스가 첨부되어 있다. 또 젤리를 깍둑썰기하여 밀크셰이크에 넣거나 크림소다 바닥에 깔기, 선데이 장식 등으로 활용하기도 한다.

## 참고 문헌
- White, Merry I. (2012). 《Coffee Life in Japan》. University of California Press. ISBN 978-0-520-25933-1.